# Dodge 50
Dodge 50 — малотоннажный грузовой автомобиль производства американской компании Dodge.  
Серийно автомобиль производился с 1979 по 1993 год. Кабина взята от модели Dodge Ram Van. Сборка автомобиля была организована в Великобритании.  
С 1987 года автомобиль производился компанией Renault под названием Renault 50. В начале 1990-х годов также был налажен выпуск полноприводной модификации RB44.  

## Галерея

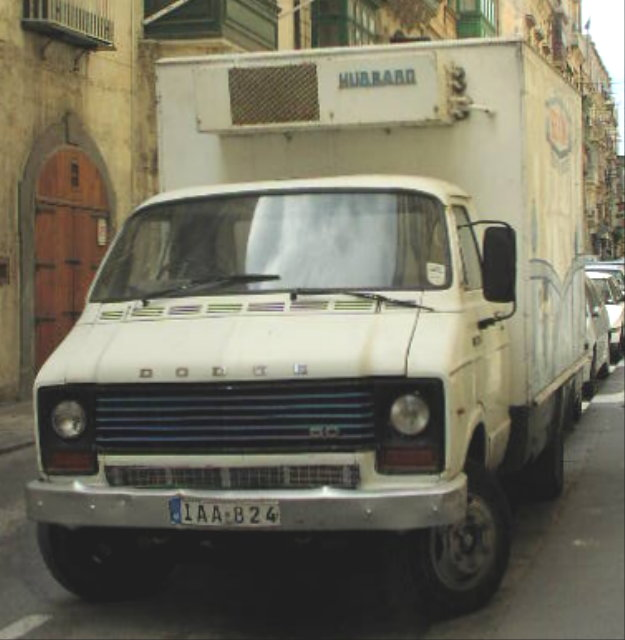
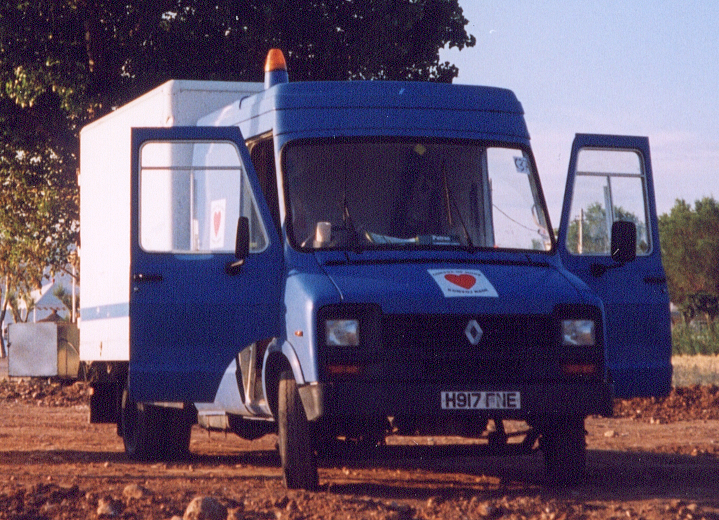
Renault Dodge 50 B56
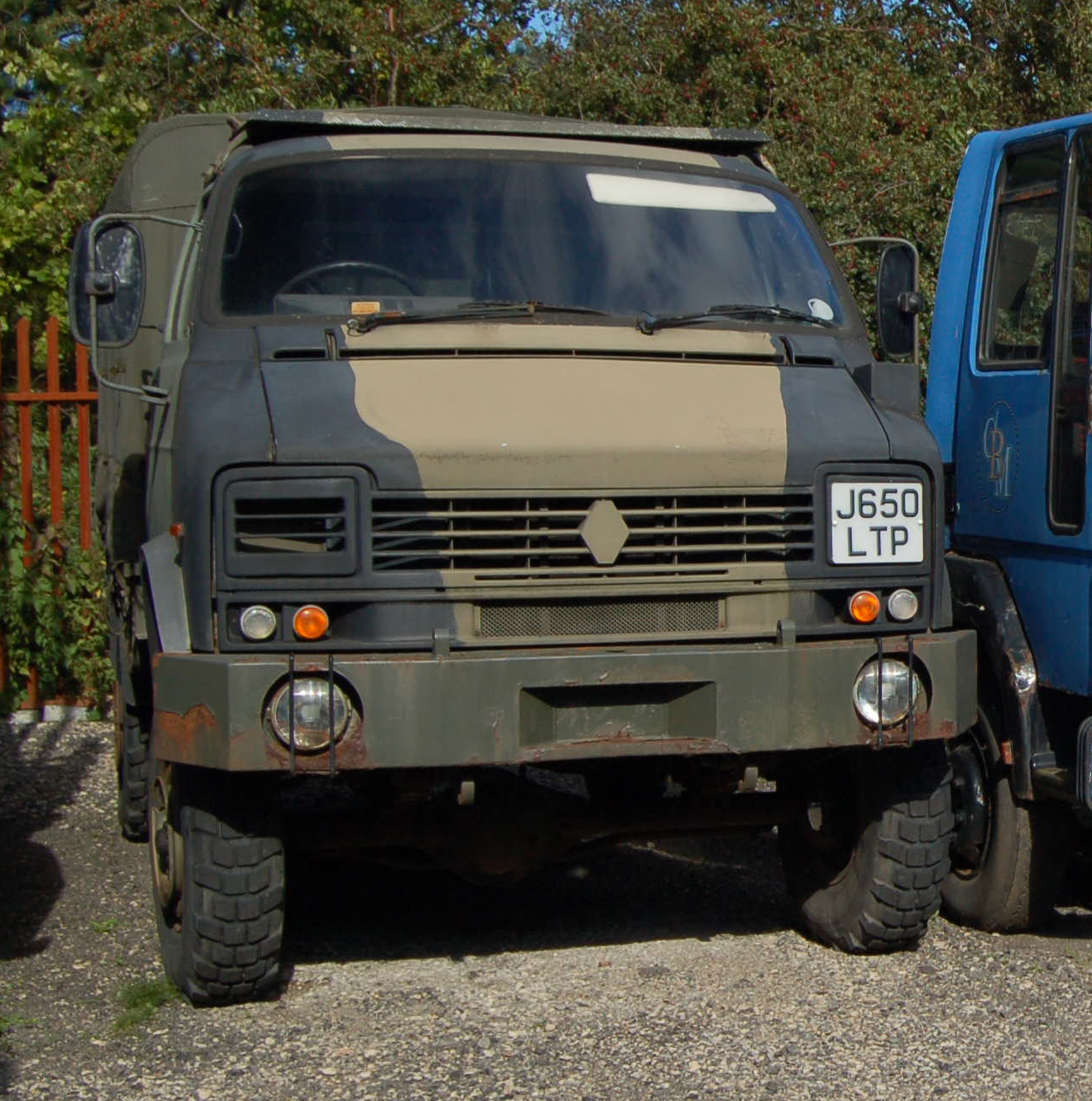
Reynolds Boughton RB44